# Nothocestrum longifolium
Nothocestrum longifolium är en potatisväxtart som beskrevs av Asa Gray.
Nothocestrum longifolium ingår i släktet Nothocestrum och familjen potatisväxter. IUCN kategoriserar arten globalt som nära hotad. Inga underarter finns listade i Catalogue of Life.